# Johann von Tieffen
Johann von Tieffen (ur. ok. 1440, zm. 25 sierpnia 1497 we Lwowie) – 35-ty wielki mistrz zakonu krzyżackiego w latach 1489–1497.

## Życiorys
Johann von Tieffen prawdopodobnie pochodził ze Szwajcarii. Jego pobyt w Zakonie rozpoczął się w Elblągu, gdzie piastował urząd piwnicznego wielkiego szpitalnika Henryka Reuss von Plauena. W roku 1474 objął funkcję komtura Kłajpedy, a od 1476 był wielkim komturem. Reprezentował zakon krzyżacki w misjach dyplomatycznych na europejskich dworach. Wykazał się dużymi zdolnościami dyplomatycznymi. W czasach wielkiego mistrza Martina von Wetzhausena łagodził spory między zakonem a królem polskim. W 1480 roku został komturem w Pokarminie i wielkim szpitalnikiem zakonu. 25 czerwca 1487 w Dryforcie (obecnie Srokowo) wydał przywilej na uposażenie kościoła w Starych Juchach.

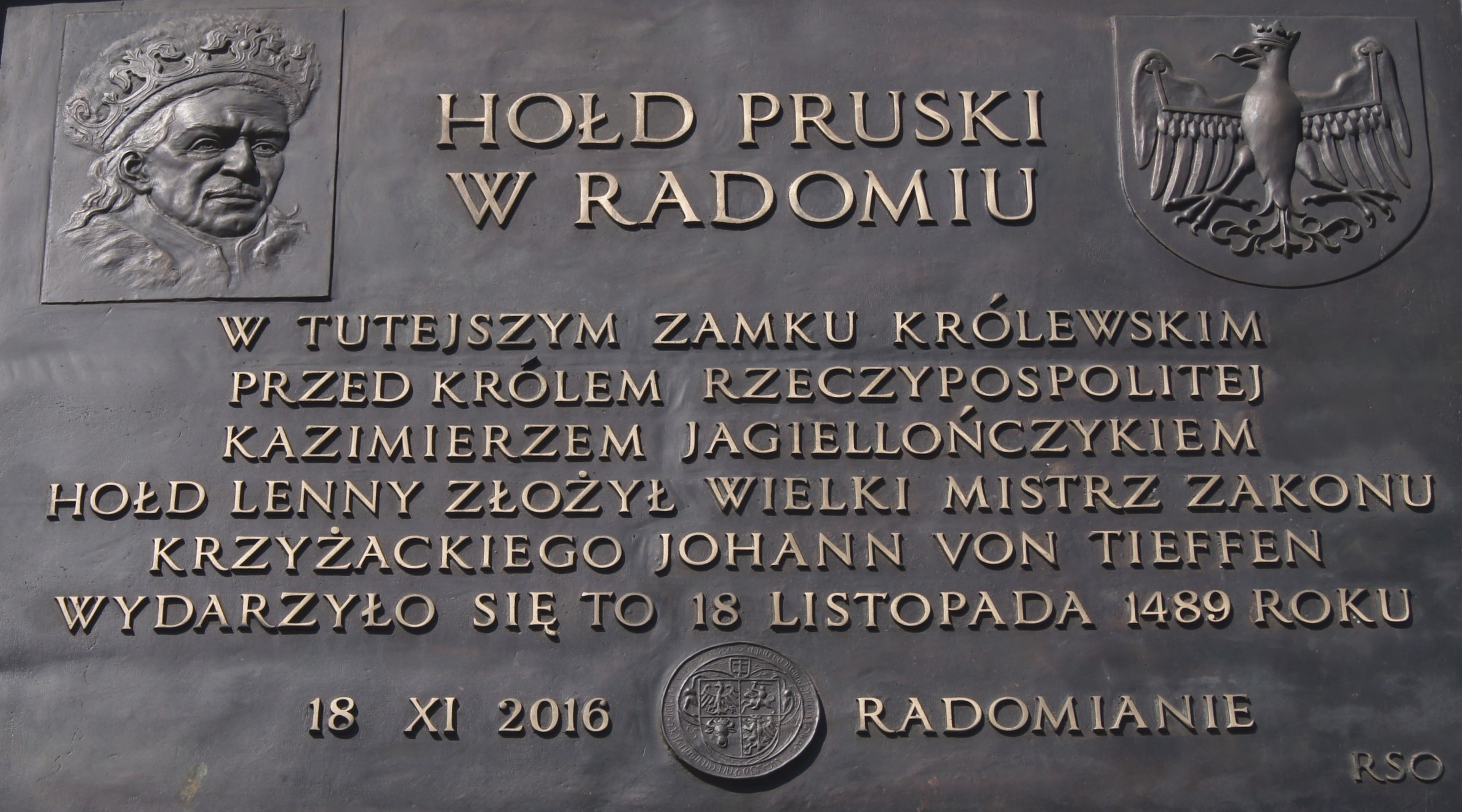
Tablica pamiątkowa w Radomiu

W 1489 kapituła generalna wybrała go wielkim mistrzem. Natychmiast po wyborze von Tieffen udał się w podróż do Polski. Jako wielki mistrz krzyżacki i lennik z Prus Zakonnych 18 listopada 1489 w Radomiu składał hołd królowi Kazimierzowi Jagiellończykowi.
Uspokojenie napiętych stosunków z Koroną pozwoliło wielkiemu mistrzowi na zajęcie się sprawami wewnętrznymi państwa zakonnego. Na drodze tego zamierzenia stanął ambitny biskup warmiński Łukasz Watzenrode, który dążył do usamodzielnienia się zarówno od wpływów króla polskiego jak i wielkiego mistrza. W maju 1490 Tieffen zwrócił się pisemnie do niego o wyrażenie zgody na wyświęcenie kaplicy w Sterławkach Wielkich ku czci św. Jana Chrzciciela, a także o wydanie zezwolenia dla proboszcza z Czernik na odprawianie tam mszy świętych.
W 1492 Jan I Olbracht wysunął pomysł przeniesienia Krzyżaków z Prus na Podole.
Zamierzeniom tym sprzeciwił się Johann von Tieffen, który rozumiał, że taka decyzja oznaczałaby definitywny koniec autonomii zakonu. Zwrócił się z prośbą o poparcie do cesarza Maksymiliana I Habsburga i udało mu się przekreślić plany królewskie. Zaproponował, żeby następni wielcy mistrzowie byli wybierani spośród książąt. Wielki mistrz nie sprzeciwił się natomiast żądaniom złożenia hołdu lennego wobec króla. Złożył hołd w Poznaniu 29 maja 1493.
Johann von Tieffen w 1497 r. na wezwanie króla Jana Olbrachta miał uczestniczyć w wyprawie przeciw Turcji, której celem było zdobycie portów czarnomorskich. Na wyprawę poprowadził oddział 400 rycerzy. W wojsku szerzyły się choroby, które nie oszczędziły von Tieffena; podczas podróży wzdłuż Dniestru Johann von Tieffen zachorował na czerwonkę. Postanowił zawrócić i udał się do Lwowa, gdzie zmarł 25 sierpnia 1497 r. Został pochowany 22 września 1497 w katedrze w Królewcu.